# Coup du lapin
Pour les articles homonymes, voir Coup du lapin (homonymie).
 (décembre 2020).
Si vous disposez d'ouvrages ou d'articles de référence ou si vous connaissez des sites web de qualité traitant du thème abordé ici, merci de compléter l'article en donnant les références utiles à sa vérifiabilité et en les liant à la section « Notes et références ».
 Mise en garde médicale
Le coup du lapin est un traumatisme du rachis cervical, qui peut être dû au mouvement de la tête ou à un coup porté.
Ce terme vient d’une pratique qui consistait à tuer le lapin par un coup direct derrière la nuque qui produit un traumatisme en hyperextension avec une fracture ou une luxation haute du rachis cervical entraînant des troubles neurologiques et la mort par lésion du bulbe rachidien.

## Traumatisme indirect
Il s'agit dans ce cas d'un traumatisme indirect du rachis cervical en flexion-extension, en général lors d'un accident dans un véhicule brutalement arrêté. Il produit plutôt des entorses du rachis cervical, habituellement bénignes, mais pas toujours. Il peut également produire des fractures, particulièrement des fractures du corps en compression. Pour l’éviter, les véhicules sont équipés d'appui-têtes.
La locution anglaise pour le même phénomène est « whiplash injury », traumatisme en « coup de fouet ».

## Traumatisme direct
Dans ce cas, le coup du lapin désigne un coup reçu au niveau du cou ou à la base du crâne. Il est dangereux à cause des risques de dommage à la colonne vertébrale et par conséquent à la moelle épinière, qui peuvent entraîner la paralysie ou la mort.
En anglais, ce type de coup porte le nom de « rabbit punch (en) » pour les mêmes raisons qu'en français. Il a donné son nom à un film de 1948, Un lapin qui a du punch (Rabbit Punch) montrant Bugs Bunny engagé dans un combat de boxe.
En boxe anglaise, le coup du lapin est interdit du fait de sa dangerosité.

## Clinique
On observe des cervicalgies immédiates (ou retardées) allant de l'occiput jusqu'au dos en passant par les épaules. 
Il est aussi possible de constater des vertiges, pertes de mémoire, acouphènes et autres.
Dans 50 % des cas, la guérison se fait spontanément au bout de trois à quatre semaines.
Dans 40 % des cas, les plaintes se poursuivent pendant un an. Il faut donc envisager une prise en charge médicale.
Lorsque les signes cliniques persistent plus d'un an on parle alors de « late post-whiplash syndrome ».

## Traitement
Le traitement est principalement le port de la minerve ou d'un collier cervical.
La rééducation par mobilisation active est un bon moyen de récupération. Dans quelques cas, il est possible de faire des infiltrations ou de prendre des médicaments prescrits par le médecin.